# Mike Bayrack
Mike Bayrack (ur. 17 września 1978 w Edmonton, Alberta) – kanadyjski hokeista.
Jako nastolatek zagrał rolę Adama Banksa w filmie Potężne Kaczory z 1992.

## Kariera klubowa

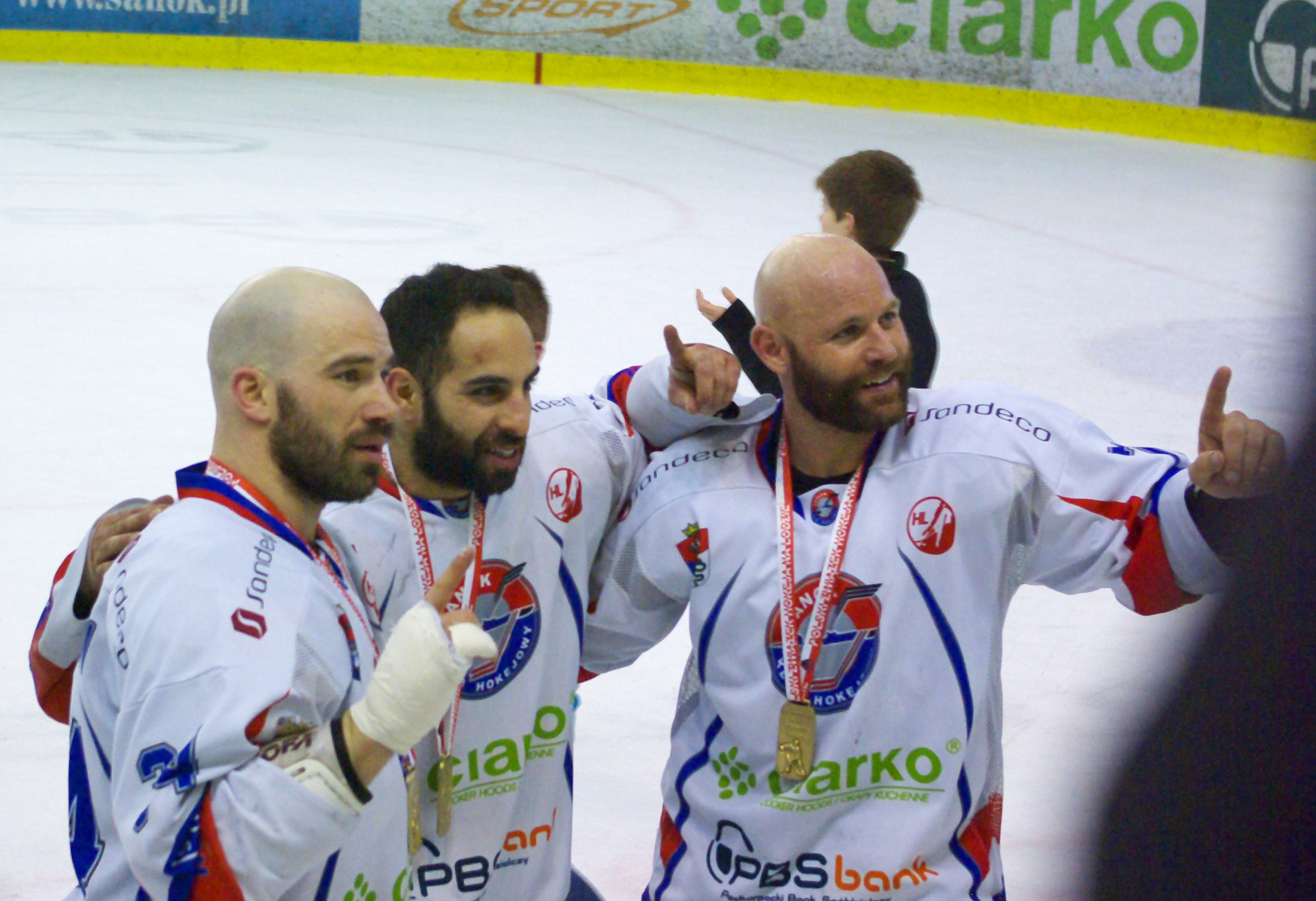
Kanadyjczycy Mike Danton, Samson Mahbod i Mike Bayrack w barwach zespołu z Sanoka po zdobyciu mistrzostwa Polski (2014)

- Lethbridge Hurricanes (1995-1996)
- Medicine Hat Tigers (1996)
- Prince George Cougars (1996-1999)
- Jackson Bandits (1999-2000)
- Greensboro Generals (2000)
- Missouri River Otters (2000-2001)
- Muskegon Fury (2001-2002)
- Grand Rapids Griffins (2002)
- Toledo Storm (2002-2003)
- Greensboro Generals (2003-2004)
- Norfolk Admirals (2004)
- Bridgeport Sound Tigers (2004)
- Danbury Trashers (2004-2005)
- Bridgeport Sound Tigers (2005)
- Springfield Falcons (2005)
- Charlotte Checkers (2005-2006)
- Texas Wildcatters (2006-2007)
- SønderjyskE Ishockey (2007)
- Heilbronner Falken (2007)
- Charlotte Checkers (2007-2009)
- Stockton Thunder (2009)
- Gwinnett Gladiators (2009)
- Florida Everblades (2010)
- Belfast Giants (2010-2011)
- Acroni Jesenice (2011)
- Braehead Clan (2011-2012)
- Coventry Blaze (2012-2013)
- Ciarko PBS Bank KH Sanok (2014)

Przez cztery sezony występował w kanadyjskiej juniorskiej lidze WHL w ramach CHL. Następnie wiele lat grał w amerykańskich ligach ECHL, UHL, AHL, a także w ligach europejskich: duńskiej, niemieckiej 2. Bundeslidze, brytyjskiej EIHL, austriackiej EBEL. Od 23 stycznia 2014 do kwietnia 2014 zawodnik polskiego klubu Ciarko PBS Bank KH Sanok w rozgrywkach Polskiej Hokej Ligi. Od czerwca 2014 zawodnik drużyny Denver Cutthroats w lidze CHL.

## Sukcesy
Klubowe
- Colonial Cup – mistrzostwo UHL: 2002 z Muskegon Fury
- Złoty medal mistrzostw Słowenii: 2011 z Acroni Jesenice
- Złoty medal mistrzostw Polski: 2014 z Ciarko PBS Bank KH Sanok